# Chilostigma itascae
Chilostigma itascae là một loài Trichoptera trong họ Limnephilidae. Loài này is alleen bekend uit de één mijl lange Nicollet Creek in de bovenloop van de Mississippi in Itasca State Park, Minnesota.